# Emblème de Madagascar
L'emblème de Madagascar a été créé en 2011 suivant l'adoption de la constitution de la IVe République. Elle est inspirée de la version de 1993.

## Description
C'est un disque doré qui possède en son centre la silhouette du pays sur un fond argenté.
Dans sa partie supérieure, on peut voir de façon stylisée un arbre du voyageur et sur les arbres la légende : Repoblikan’i Madagasikara (« République de Madagascar »).
Dans la partie inférieure, il y a une tête de zébu rouge sur un champ de riz. Sous ceux-ci sont placés des épis de riz, de chaque côté de la devise en malgache : Tanindrazana, Fahafahana, Fandrosoana (« Patrie, Liberté, Progrès »).

## Historique

### République démocratique malgache
À la suite de la proclamation de la république démocratique malgache le 30 décembre 1975, le président Didier Ratsiraka fait adopter par ordonnance le Sceau de la République démocratique de Madagascar le 6 février 1976, en remplacement de celui de la république malgache. La deuxième république admet alors comme symboles le fusil, la bêche et le porte-plume, attributs respectifs du militaire, du paysan et du travailleur intellectuel.

## Galerie

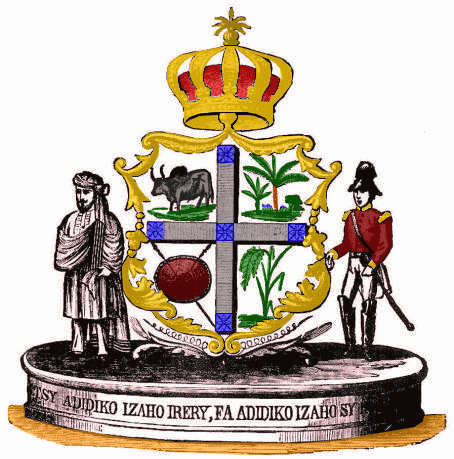
Armoiries royales de Madagascar au XIXe siècle
Armoiries du Royaume merina en 1896.
Emblème du gouvernement général de Madagascar entre 1897 et 1958.
Emblème de la Première République malgache de 1959 à 1975.
Emblème de la Première République malgache de 1959 à 1975.
Emblème de la République démocratique malgache de 1975 à 1992.
Emblème de la Troisième République de Madagascar de 1993 à 1998.
Emblème de la Troisième République de Madagascar de 1998 à 2011.

## Sceau du Premier ministre
Depuis 2011, le Premier ministre arbore son propre sceau décliné de celui de la quatrième République.

Drapeau présidentiel